# Ursula Holl
Ursula Holl, född den 26 juni 1982 i Würzburg i Västtyskland, är en tysk fotbollsspelare. Vid fotbollsturneringen under OS 2008 i Peking deltog hon det tyska lag som tog brons.